# Espre
Koordinaten: 58° 55′ N, 23° 36′ O
Espre (deutsch Esperi) ist ein Dorf (estnisch küla) in der Stadtgemeinde Haapsalu (bis 2017: Landgemeinde Ridala) im Kreis Lääne in Estland.
Der Ort hat neunzehn Einwohner (Stand 31. Dezember 2011). Er liegt drei Kilometer südöstlich der Kernstadt Haapsalu.